# Ultima I
Ultima, conosciuto più tardi come Ultima I: The First Age of Darkness o più semplicemente Ultima I, è il primo videogioco ufficiale della serie di Ultima, pubblicato inizialmente dalla California Pacific Computer Co. per Apple II nel 1981.
Fu uno dei primi videogiochi di ruolo per computer commercializzati, ed è considerato un importante e influente punto di partenza per lo sviluppo di tutta una serie di giochi, non solo facenti parte dell'universo di Ultima.

## Trama
Ultima I è incentrato sull'impresa di cercare e distruggere la Gemma dell'Immortalità, che è stata usata dal perfido mago Mondain per rendere schiava la terra di Sosaria. Con la Gemma in suo possesso egli non avrebbe potuto essere ucciso, mentre i suoi uomini avrebbero terrorizzato il mondo. Il giocatore controlla il personaggio noto come "Lo Straniero", un individuo richiamato da un altro mondo per porre fine al dominio di Mondain. Il gioco segue le peripezie di questo personaggio, che coinvolgono vari aspetti del gioco, inclusa l'esplorazione di dungeon e viaggi spaziali.
Questo è l'unico titolo fra gli Ultima in cui è possibile prendere una nave spaziale e partecipare a una battaglia nello spazio.

## Modalità di gioco
Il mondo di Ultima è rappresentato in terza persona con visuale dall'alto, ed è una vasta area con scorrimento multidirezionale, composta da caselle che rappresentano il tipo di terreno. Quando si entra in una città o castello la schermata diventa fissa e mostra una pianta dei vari locali accessibili. Quando invece si sceglie di esplorare i dungeon, composti solo da corridoi, la visuale diventa tridimensionale in prima persona. Il personaggio è controllato mediante le frecce direzionali (o il joystick, nelle conversioni successive) e altri tasti, per un totale di circa trenta comandi. Le azioni sono in tempo reale e se non vengono dati comandi i turni passano. Al personaggio vengono assegnate le missioni da compiere, anche più di una alla volta, da diversi re.
All'inizio del gioco è possibile scegliere i parametri del personaggio e distribuirvi i 30 punti iniziali. I parametri influenzano il gameplay, ad esempio un alto livello di forza aumenta il danno subito dal nemico mentre un alto carisma aumenta il prezzo di vendita degli oggetti in possesso. È possibile poi scegliere razza e classe, che influenzano i parametri e abilità, ad esempio il Wizard (mago) ha più magie da usare in battaglia. In basso a destra troveremo i parametri dell'eroe: H.P. (Hit Points, punti vita a disposizione), Food (Cibo), Exp (l'esperienza per aumentare il livello) e Coins (le monete). Gli HP possono essere comprati dal re in cambio di monete oppure uscendo dai dungeon dopo alcuni scontri. Il cibo sarà necessario per camminare a piedi nella World Map ed è possibile prendere altro cibo in città. Se uno di questi due parametri va a zero, il personaggio muore e verrà rivitalizzato ma solo con 99 HP, 99 FP e 0 monete.
L'esperienza è necessaria per salire di livello e aumentare le statistiche. Si riceve un livello ogni 1000 EXP per un massimo di 9999 EXP. Le monete sono recuperabili sconfiggendo i mostri, prendendoli dai tesori o salvando le principesse dai castelli. Nei negozi si possono comprare armi, armature, magie e mezzi di trasporto. Dopo aver comprato oggetti, è necessario "prepararli" per usarli, premendo il tasto "R" e selezionando ciò che si vuole equipaggiare. Il sistema di gestione delle magie è piuttosto semplice: le magie sono indicate come oggetti consumabili: più unità di magie si comprano, più volte si possono lanciare. 
Il gioco inoltre propone una modalità arcade nello spazio, dove è necessario sparare alle navicelle nemiche per poter continuare nella storia: un elemento apparso soltanto in questo Ultima e non nei seguenti episodi della serie. Richard Garriott disse di averlo aggiunto solo per riempire ogni spazio disponibile nel disco su cui era distribuito il gioco.

## Sviluppo
All'inizio era stato scelto il titolo di Ultimatum, ma il titolo era già stato registrato da un gioco da tavolo, perciò fu deciso di troncarlo in Ultima, ciò piacque molto a Richard Garriott, più del nome originario. 
La prima versione del gioco fu scritta nel 1980 in linguaggio BASIC interpretato con qualche routine ausiliaria in assembly, e fu distribuita nel 1981 solo per Apple II; due anni più tardi la Sierra On-Line pubblicò un porting per Atari 8 bit.
Fu uno dei primi videogiochi di ruolo commerciali per computer e il primo gioco per computer che usava una grafica "a tasselli" per rappresentare gli oggetti. Questo sistema di grafica a tasselli fu programmato in linguaggio macchina da Ken W. Arnold, un amico di Richard Garriott.
Questo gioco è in molte parti erede (e, nel caso dell'esplorazione dei dungeon, contiene lo stesso codice) del primo gioco commerciale di Richard Garriott, Akalabeth, a cui spesso si riferisce ufficiosamente come Ultima 0 lo stesso Garriott. Mentre il riscontro economico di Akalabeth arrivò in seguito a un'opera amatoriale, Ultima fu progettato dall'inizio come un investimento commerciale.

### Il remake
Il 23 dicembre 1986 Ultima fu rielaborato e uscì col nome di Ultima I: The First Age of Darkness, interamente ricodificato in assembly, con grafica migliorata, azione più veloce, e con una giocabilità nettamente migliorata dalla Origin Systems. Questa ridistribuzione ebbe molte più vendite della precedente edizione (anche grazie all'ingrandimento del mercato dei computer in generale) e fu portata su numerosi altri sistemi. Pony Canyon lo pubblicò anche per alcuni computer diffusi in Giappone, come il NEC PC-8801.